# Sceloporus stejnegeri
Sceloporus stejnegeri este o specie de șopârle din genul Sceloporus, familia Phrynosomatidae, descrisă de Smith în anul 1942. A fost clasificată de IUCN ca specie cu risc scăzut. Conform Catalogue of Life specia Sceloporus stejnegeri nu are subspecii cunoscute.